# Nia Abdallah
Nia Nicole Abdallah, född den 24 januari 1984 i Houston, Texas, är en amerikansk taekwondoutövare. Hon är officiellt även den första amerikanska utövaren som vann OS-medalj. Hon lärde sig taekwondo av sin styvfar vid 9-årsåldern.
Hon tog OS-silver i fjäderviktsklassen i samband med de olympiska taekwondo-turneringarna 2004 i Aten.